# Cartonería

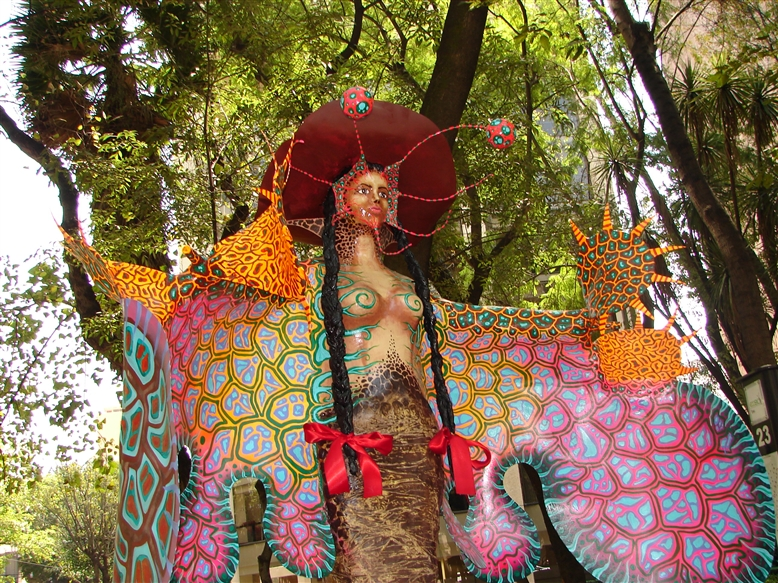
Alebrije monumental del Museo de Arte Popular del Museo de Arte Popular de la Ciudad de México.

La cartonería es considerada un arte popular mexicano, consiste en una técnica con la que se crean figuras a través de un proceso de moldeado y modelado de papel craft. Entre los más relevantes tipos de piezas creadas con esta técnica están los llamados judas , piñatas, toritos, mojigangas, alebrijes, catrinas y calaveras, panzones de Corpus, así como máscaras y juguetes hechos de papel entre los que destacan las muñecas de cartón de Celaya y los caballitos. La cartonería es una técnica llegada a México con la Conquista, y durante la Colonia sirvió a los frailes franciscanos en el proceso de evangelización. Se crearon los "Judas" de Semana Santa que poco a poco fueron adquiriendo un estilo particular. La cartonería actualmente es considerada como Arte Popular y es tan importante, que todo el año figura en el calendario religioso, ritual y tradicional de nuestro país. Cada pieza se elabora para una fiesta en particular. Como es el caso de las socorridas "calaveras" que tanta fama e identidad nos dan ante todo el mundo en el tradicional Día de Muertos. Entre los Estados de la República en que se ejerce la técnica de cartonería se encuentran: Ciudad de México, Puebla, Estado de México y el Estado de Guanajuato.

## Historia
Este arte popular se desarrolla en México ligado al ciclo de festividades rituales de la iglesia a lo largo del año. Su origen está ligado a la práctica de la quema de judas durante el Virreinato cuando se incendiaban representaciones de Judas Iscariote junto con herejes sentenciados por el Santo Tribunal de la Inquisición.
Estas figuras eran confeccionadas con tela y paja, principalmente, el uso del papel para este fin llegó mucho después, a finales del siglo XIX, cuando surge la primera planta de fabricación de celulosa y papel dentro del concepto moderno, la cual se establece en San Rafael, Estado de México.

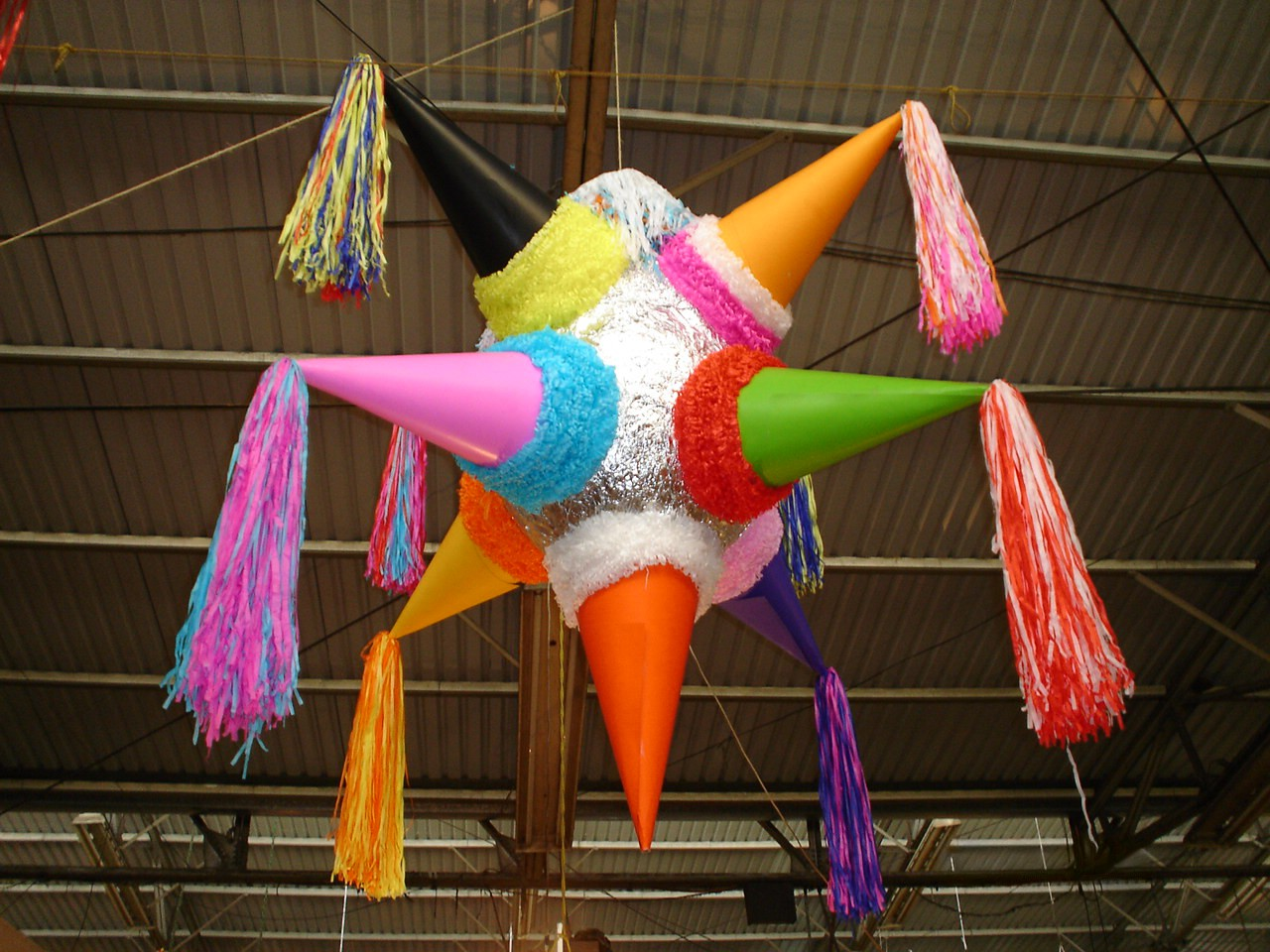
Una piñata de nueve picos

Además de los judas que tradicionalmente se queman en Sábado de gloria, la cartonería participa en el ciclo religioso católico, en las festividades relacionadas al nacimiento de Cristo, como las posadas en las que piñatas eran usadas por los frailes en su esfuerzo por evangelizar a las poblaciones nativas en México. 
Actualmente las piñatas se han separado hasta cierto punto de esa carga religiosa, ya que son usadas en cualquier época del año en ocasiones de fiesta, y la piñata misma ha evolucionado, sumando a la tradicional en forma de olla con siete picos que para los religiosos representan los siete pecados capitales, además de un sinfín de figuras generalmente emanadas de películas o caricaturas para cualquier tipo de evento o festejo.
Aunque es una tradición en franca decadencia, aún se elaboran juguetes de cartón como caballitos y muñecas que se obsequian el día de reyes, en algunas partes del país como el Estado de México o la ciudad de Celaya en Guanajuato, famosa por sus lolitas y sus judas.
Con su origen religioso, la cartonería se seculariza rápidamente, los mismos artesanos que crean los judas o las piñatas, empiezan a realizar figuras no vinculadas a la religión. Un caso ejemplar en este sentido es el del cartonero Pedro Linares, quien recibió en 1990 el Premio Nacional en Artes y Tradiciones Populares.
En la Ciudad de México la familia de Pedro Linares conserva la tradición de producir calaveras de cartón policromado, esculturas de diversos tamaños, aunque normalmente alcanzan hasta 75 centímetros, con los más diversos temas: el Quijote de la Mancha, las calaveras pregoneras, la tamalera, la vendedora de chichicuilotes, el camotero, el torero y muchos personajes populares más. Otra de las creaciones de la familia son los denominados “cráneos de azúcar”, cabezas de cartón de hasta 50 centímetros, profundamente decoradas con flores, pájaros y otras ornamentaciones.

## Juguetería y máscaras de cartón

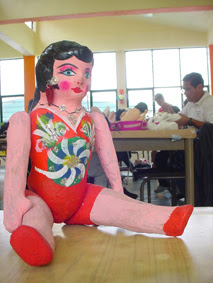
Muñeca de cartonería from Celaya, Guanajuato.

En Celaya se manufacturan diversos juguetes de cartón que se comienzan en enero y febrero para las fiestas del Carnaval. Con papel de desperdicio, engrudo y pinturas, surge de las manos de los humildes artífices un mundo maravilloso de máscaras: payasos, diablos, chivos, brujas, ancianos, sultanes, monos y bellas damas. Utilizan moldes de barro, de yeso o de madera de distintas formas, tamaños, expresiones y rasgos; algunas máscaras se decoran con otros materiales (bigotes y cejas de algodón) para acentuar su realismo o exaltar su fantasía. También elaboran juguetes para las fiestas patrias: cascos “prusianos” y espadas; para los días de muertos, jocosas máscaras de calavera; y durante todo el año, muñecas de vistosa indumentaria y las famosas muñecas de piernas y brazos articulados que llevan en el pecho pintado el nombre de una niña para personalizar un regalo. 
Entre los coras de Jesús María, El Nayar y Sta. Teresa, estado de Nayarit, se usan excepcionales máscaras de papel aglutinado para la celebración de la Semana Santa; las portan los “fariseos” quienes las producen sobre moldes de barro, las pintan con colores que cambian cada día según la tradición, y las adornan con fibras vegetales y cuernos de venado, para terminar siendo arrojadas al río durante el Sábado de Gloria, donde se desintegran como símbolo de purificación.

## Otros usos
La cartonería tiene un uso meramente decorativo, también podemos elaborar utensilios con esta técnica escultórica. Desde alajeros hasta porta retratos. Pocos tienen esta idea en mente. Existen personas que han logrado realizar hasta una pared para interiores con solamente cartón. Tenemos que tener en cuenta que estamos reutilizando lo que algunas personas llaman basura. Todos esos papeles, periódicos y cajas que vemos tiradas nos pueden servir de manera significante.